# Chowchilla
Chowchilla est une municipalité située dans le comté de Madera, en Californie. C'est une ville de la région métropolitaine de Madera–Chowchilla. Elle comptait 11 127 habitants au recensement de 2000. La ville est le siège de deux établissements du California Department of Corrections and Rehabilitation : la Central California Women's Facility et de la Valley State Prison for Women. Le nom Chowchilla provient du nom de la tribu amérindienne Chauchila, un groupe d'indiens Yokut qui vivaient dans la région.
Chowchilla est également connu pour l'affaire de l'enlêvement de Chowhilla dans laquelle 26 enfants et un adulte ont été enlevés alors qu'ils rentraient en bus.

## Démographie
| 1930 | 1940  | 1950  | 1960  | 1970  | 1980  |
| ---- | ----- | ----- | ----- | ----- | ----- |
| 847  | 1 957 | 3 893 | 4 525 | 4 349 | 5 122 |

| 1990  | 2000   | 2010   | - | - | - |
| ----- | ------ | ------ | - | - | - |
| 5 930 | 11 127 | 18 720 | - | - | - |